# Goin' Through
Goin' Through — грецький хіп-хоп гурт, який створили Нікос Вурліотіс (NIVO) і Міхаліс Папафанасу.
Goin 'Through співпрацює з відомими співаками: Деспіна Ванді, Алкістіс Протопсалті, Анна Віссі, Катерина Муцацу, Елена Папарізу, Антоніс Ремос, Йоргос Мазонакіс, Пасхаліс Арванітідіс, Стеліос Роккос, Лакіс Пападопулос, TNS, OMINUS і DJ S.

## Кар'єра
Гурт був заснований в 1993 році. В 1994 році вони підписали контракт з лейблом FM Records.
У 1997–1998 році гурт досяг першого міжнародного успіху, французький телеканал MCM поставив Goin' Through на 22 місце зі 100 в Europe Chart. У 2000 році Goin' Through підписали контракт з Universal Music. З літа 2002 року, Нікос Вурліотіс співпрацює з Puma, як менеджер з розваг і маркетингу компанії, Puma стає спонсором Goin 'Through.
У 2004–2005 роках диск «La Sagrada Familia» з моменту випуску понад 80 тижнів залишався у ТОП 50 IFPI і був визнаний як один з найкращіх альбомів R'n'B, які коли-небудь були випущені в Греції.

## Дискографія

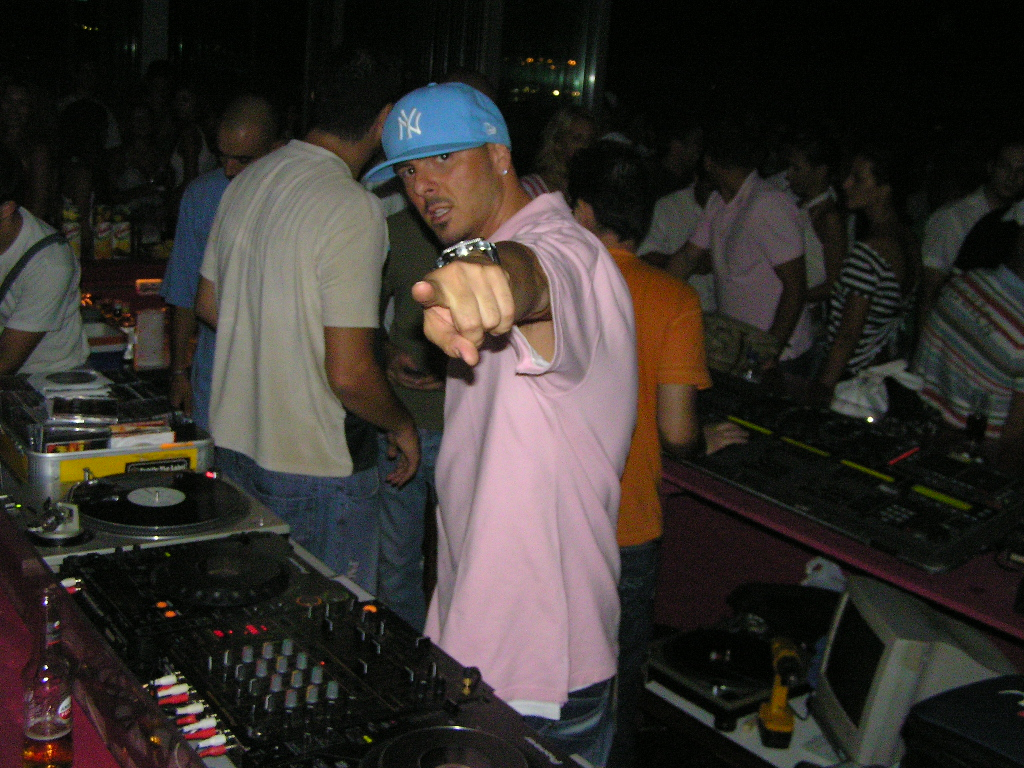
Фронтмен гурту Нікос Вурліотіс

Альбоми, які були видані під ліцензію FM Rekords:
- 1995 — Anazitisi
- 1996 — Μικροί θεοί
- 1998 — Τρίτο μέρος III

Сингли:
- 1994 — Anazitisi

Альбоми, які були видані під ліцензію Universal Rekords:
- 2001 — Συμβόλαιο τιμής (лейбл: Universal, Def Jam, Family the label)
- 2004 — La Sagrada Familia (лейбл: Universal, Def Jam, Family the label)
- 2005 — La Sagrada Familia (лейбл: Universal, Def Jam, Family the label)
- 2006 — Vendetta (лейбл: Universal, Def Jam, Family the label)
- 2006 — The Duets (лейбл: Universal, Def Jam, Family the label)
- 2007 — Veto (лейбл: Universal, Def Jam, Family the label)
- 2008 — Revisited (Best Of) (лейбл: Universal, Def Jam, Family the label)
- 2010 — Joker (лейбл: Universal, Def Jam, Family the label)
- 2012 — Gallery (лейбл: Universal, Def Jam, Family the label)

Сингли:
- 2006 — Σχολείο (лейбл: Universal, Def Jam, Family the label)
- 2006 — Καλημέρα Ελλάδα(лейбл: Universal, Def Jam, Family the label)
- 2007 — Ψηλά Το Κεφάλι (лейбл: Universal, Def Jam, Family the label)

## Нагороди і номінації
| Рік  | Премія                  | Номінація                     | Робота                                                                                  | Результат |
| ---- | ----------------------- | ----------------------------- | --------------------------------------------------------------------------------------- | --------- |
| 2004 | MAD Video Music Awards  | Найкращий відеокліп — хіп-хоп | Goin' Through feat. Ισορροπιστής — «Πόσο μ***ς είσαι»                                   | Перемога  |
| 2005 | MAD Video Music Awards  | Найкращий відеокліп — хіп-хоп | Goin' Through feat. TNS & Αλέξης Δ. — «Γυναίκες»                                        | Перемога  |
| 2006 | MAD Video Music Awards  | Найкращий відеокліп — хіп-хоп | Анна Віссі feat. Нікос Вурліотіс (Goin' Through) — «Έρωτα ή πόλεμο»                     | Перемога  |
| 2007 | Arion Awards            | Кращий диск року              | «Vendetta»                                                                              | Перемога  |
| 2007 | Arion Awards            | Найкраща пісня                | «Καλημέρα, Ελλάδα»                                                                      | Перемога  |
| 2007 | MAD Video Music Awards  | Найкращий відеокліп — хіп-хоп | Goin' Through feat. Πασχάλης, TNS, Ταραξίας, Θηρίο — «Σχολείο 2006 (Family 101 School)» | Перемога  |
| 2007 | MAD Video Music Awards  | Найкраща лірика до пісні      | Goin' Through — «Κύριε Υπουργέ γ…ώ τα υπουργεία σας (Καλημέρα Ελλάδα)»                  | Перемога  |
| 2008 | MAD Video Music Awards  | Відеокліп року                | Goin' Through — «Ψηλά το κεφάλι»                                                        | Перемога  |
| 2013 | MTV Europe Music Awards | Найкращий грецький виконавець |                                                                                         | Номінація |